# Cá cocnê
Cá cocnê (Danh pháp khoa học: Fistularia tabacaria) là một loài cá biển thuộc chi Fistularia trong họ Fistulariidae.

## Phân bố
Loài này được tìm thấy trong khoảng 48°B - 29°N, 98°T - 14°Đ. Có tại khu vực miền đông Đại Tây Dương: Cape Blanc và Cape Verde đến Angola cũng như tại miền tây Đại Tây Dương: Bermuda, Georges Bank và miền nam Canada đến Brasil. Vịnh Mexico, Antilles, bờ biển Trung Mỹ và Nam Mỹ. Môi trường sống là nước lợ và nước mặn, gắn liền với các bãi đá ngầm, ở độ sâu tới 200 m.

## Mô tả
Loài này phát triển đến chiều dài 200 cm (79 in), mặc dù hầu hết chỉ đạt chiều dài 120 cm (47 in). Trọng lượng tối đa ghi nhận là 279 gam. Vây lưng: tia gai 0, tia mềm: 14-16. Vây hậu môn: tia gai 0, tia mềm: 14 - 16. Đốt sống: 87. Màu sắc lúc còn sống hơi ánh nâu ở phần trên, nhạt hơn ở phần dưới, với một loạt đốm màu xanh lam nhạt từ đầu đến vây lưng ở đường giữa lưng, một hàng đốm xanh lam ở bên đến hàng giữa lưng và hai hàng đốm xanh lam trên mõm. Bốn đốt sống đầu tiên hợp nhất. Các tia giữa vây đuôi kéo dài như sợi dài; không vảy hoặc tia gai vây. Không râu ở chóp đầu hàm dưới.
Là loài cá sống đơn độc, xuất hiện trên các bãi cỏ và bãi đá ngầm như rạn san hô và trên các đáy nền đá cứng. Thức ăn là cá và động vật giáp xác nhỏ hoặc động vật không xương sống khác.

## Sử dụng
Loài này có tầm quan trọng nhỏ trong thủy sản thương mại. F. tabacaria thỉnh thoảng được bán ở các chợ cá nhỏ, và cũng có thể được sử dụng làm cá khô, cá muối hoặc cá hun khói, cũng như được chế biến thành bột cá.

## Hình ảnh

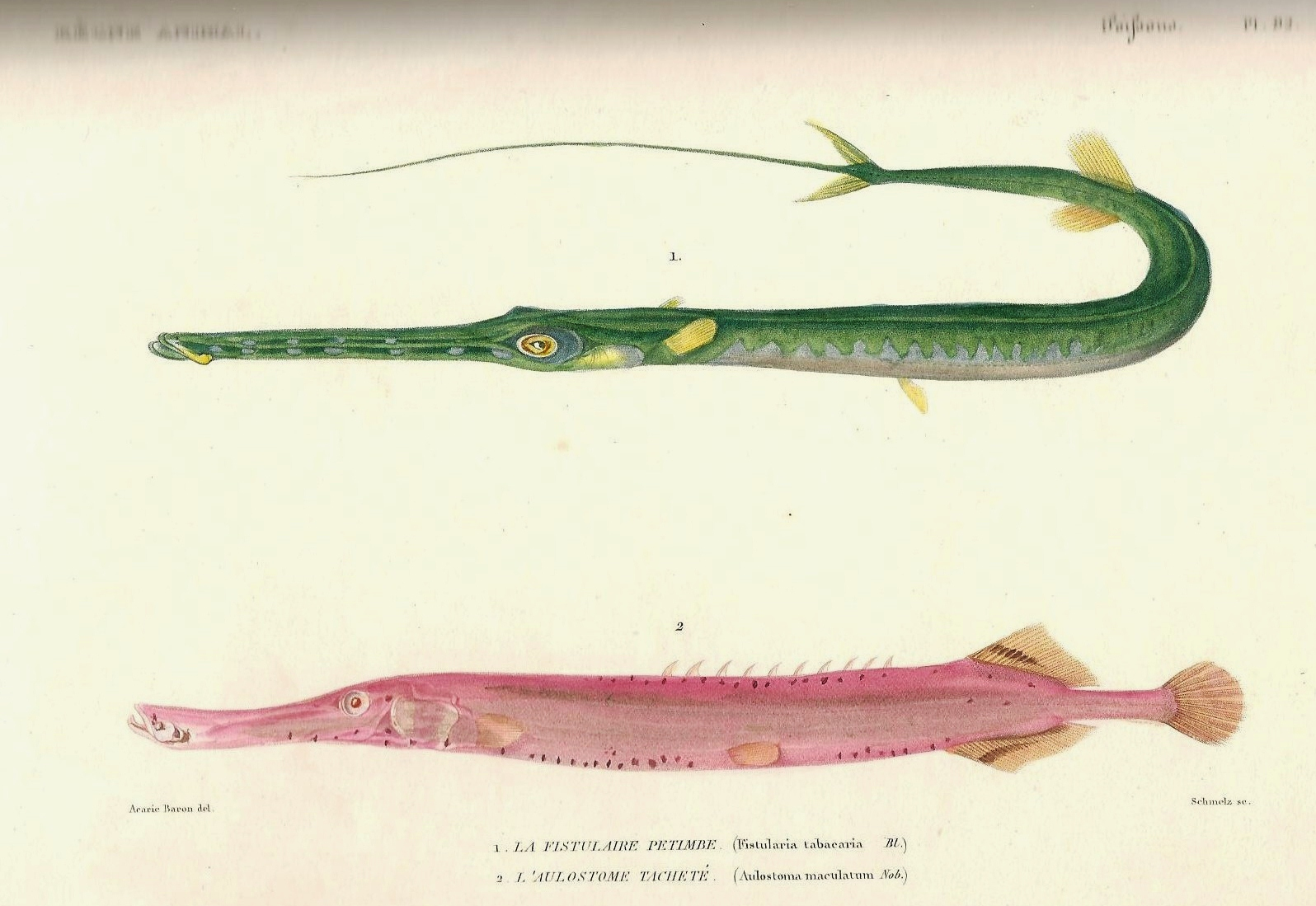
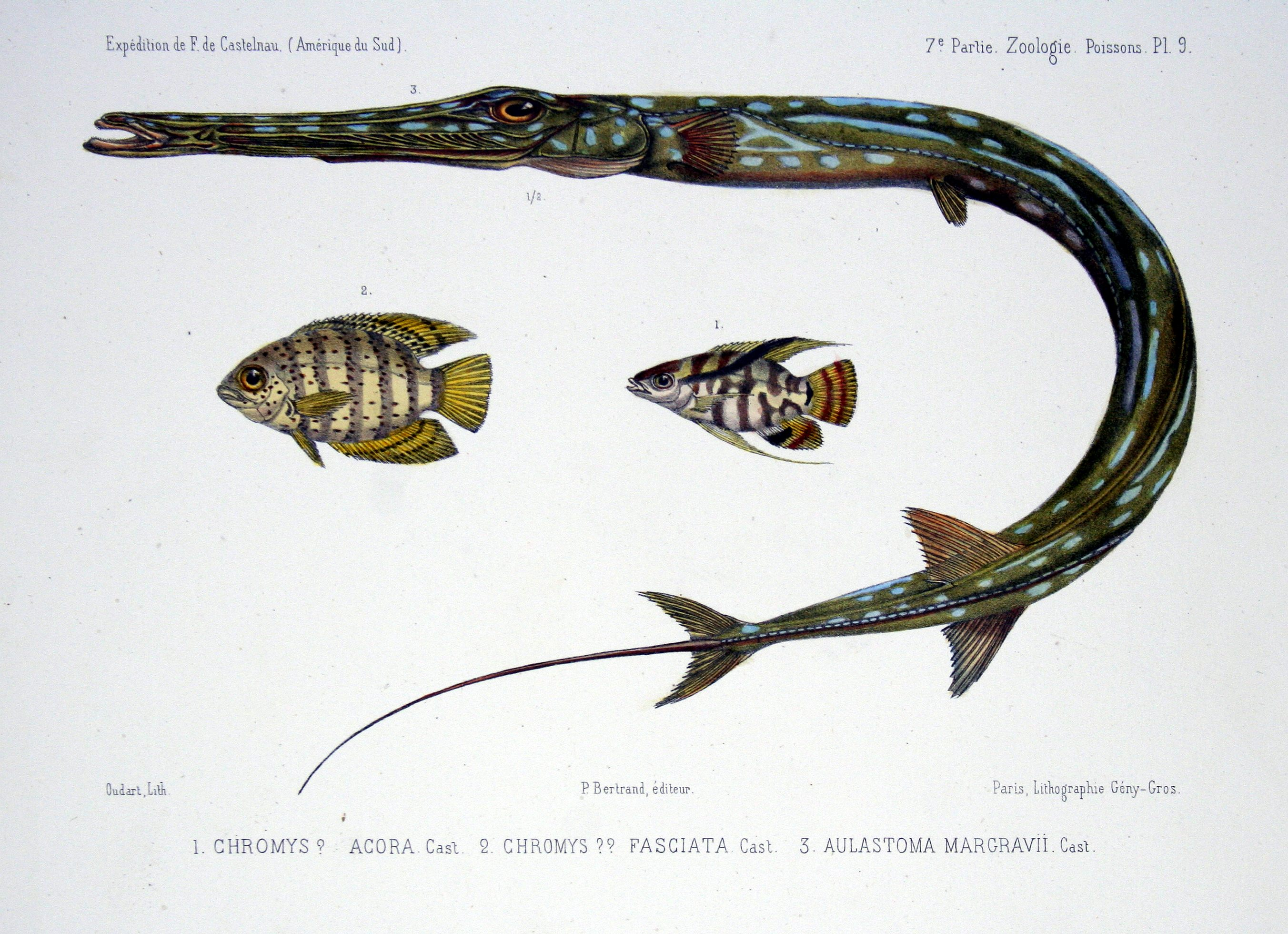